# Красный Бор (Порховский район)
Красный Бор — деревня в восточной части Порховского района Псковской области. Входит в состав сельского поселения «Красноармейская волость».
Расположена в 3 км к юго-востоку от города Порхов. В XVIII веке — родовое имение той ветви Лопухиных, из которой происходил светлейший князь П. В. Лопухин. Усыпальница светлейших князей была расположена в версте от Красного Бора, на погосте Карачуницы.
Численность населения составляет 28 жителей (2000 год).